# Lunar Orbiter 5
Lunar Orbiter 5 – piąta i ostatnia z bezzałogowych sond programu Lunar Orbiter. Ten sztuczny satelita Księżyca został zaprojektowany tak, aby zebrać dodatkowe dane na temat wybranych lokalizacji lądowania dla bezzałogowych misji programu Surveyor i załogowych programu Apollo. Był on także wyposażony w czujniki reagujące na promieniowanie kosmiczne i detektory mikrometeoroidów.
Sonda została wystrzelona 1 sierpnia 1967 r. o godzinie 22:32. Próbnik ten 5 sierpnia 1967 wszedł na orbitę okołoksiężycową o wys. 196/6010 km, okresie orbitalnym 495 min oraz inklinacji 85° (drugi statek krążący po księżycowej orbicie biegunowej). Po przeprowadzeniu korekty orbity, krążył wokół Księżyca na wysokości 96,4 km - 1510 km. 
W sumie wykonano 633 fotografii wysokiej i 211 średniej rozdzielczości z 36 wybranych rejonów na powierzchni Księżyca. Większość danych była zbierana w celu przygotowania następnych misji.
Orbita sondy była śledzona aż do chwili, gdy na przewidziane polecenie 31 stycznia 1968 roku statek ten uderzył w Księżyc ☾ 2,79°S 83,00°W/-2,790000 -83,000000, a więc na zachód od Oceanu Burz.